# Informatyk

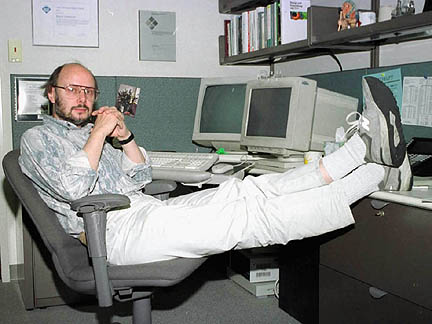
Duński informatyk Bjarne Stroustrup, twórca C++

Informatyk (niem. Informatiker, ang. computing professional) – osoba wykonująca jeden z zawodów informatycznych, prowadząca badania naukowe w dziedzinie informatyki lub nauczająca informatyki.

## Zawody informatyczne
Współcześnie na rynku IT istnieje kilkadziesiąt profesji, które można podzielić względem obszaru zastosowań (np. sztuczna inteligencja, systemy wbudowane, bioinformatyka, cyberbezpieczeństwo, technologie webowe, informatyka ekonomiczna, big data) lub według charakteru pracy (np. architekt oprogramowania, programista, inżynier sprzętu komputerowego, inżynier oprogramowania, administrator systemów komputerowych). Najliczniejszą grupę stanowią programiści, których można podzielić według stosowanych języków (np. C, C++, Python, Java) lub rodzaju tworzonego oprogramowania (np. sprzętowe, systemowe, aplikacyjne). ACM wyróżnia następujące główne specjalizacje:

### Inżynier systemów komputerowych (ang.Computer Engineer)
W 2005 ACM opisał zawód inżyniera systemów komputerowych jako: „Inżynier systemów komputerowych (ang. Computer Engineer) zajmuje się projektowaniem i budową komputerów i systemach wykorzystujących komputery (ang. computer-based systems). Obejmuje badanie sprzętu, oprogramowania, komunikacji i interakcji między nimi. Program nauczania tej specjalizacji koncentruje się na teoriach, zasadach i praktykach tradycyjnej elektrotechniki i matematyki oraz stosuje je do problemów projektowania komputerów i urządzeń komputerowych. Studenci uczą się projektowania cyfrowych systemów sprzętowych, w tym systemów komunikacyjnych, komputerów i urządzeń zawierających komputery. Studiują tworzenie oprogramowania, koncentrując się na oprogramowaniu do urządzeń cyfrowych i ich interfejsach z użytkownikami i innymi urządzeniami. W CE można bardziej podkreślać sprzęt komputerowy niż oprogramowanie lub może mieć zrównoważony nacisk. CE ma silny aspekt inżynierski. Obecnie dominującym obszarem w inżynierii komputerowej są systemy wbudowane, czyli rozwój urządzeń z wbudowanym oprogramowaniem i sprzętem komputerowym. Na przykład urządzenia takie jak telefony komórkowe, cyfrowe odtwarzacze audio, cyfrowe rejestratory wideo, systemy alarmowe, aparaty rentgenowskie i laserowe narzędzia chirurgiczne wymagają integracji sprzętu i oprogramowania wbudowanego i wszystkie są wynikiem inżynierii komputerowej. (...)”.

### Informatyk naukowiec (ang.Computer Scientist)
W 2005 ACM opisał zawód informatyka-naukowca (ang. Computer Scientist) jako: „Informatyka naukowa (ang. computer science) obejmuje szeroki zakres, od podstaw teoretycznych i algorytmicznych po nowatorskie rozwiązania w robotyce, widzeniu komputerowym, inteligentnych systemach, bioinformatyce i innych ekscytujących dziedzinach. Możemy myśleć o ich pracy jako o trzech kategoriach:
- projektują i wdrażają oprogramowanie. Informatycy-naukowcy podejmują się najbardziej wymagających zadań programistycznych. Nadzorują także innych programistów, zapewniając im wsparcie teoretyczne.
- wymyślają nowe sposoby wykorzystania komputerów. Postęp w obszarach CS w zakresie sieci, baz danych i interfejsów człowiek-komputer umożliwił rozwój sieci WWW. Teraz informatycy-naukowcy współpracują z naukowcami z innych dziedzin, aby roboty stały się praktycznymi i inteligentnymi pomocnikami, używają baz danych do tworzenia nowej wiedzy, czy też używają komputerów do pomocy w rozszyfrowaniu tajemnic naszego DNA.
- opracowują skuteczne sposoby rozwiązywania problemów obliczeniowych. Na przykład rozwijają najlepsze możliwe sposoby przechowywania informacji w bazach danych, przesyłania danych przez sieci czy wyświetlania złożonych obrazów. Ich zaplecze teoretyczne pozwala im tworzyć najbardziej wydajne algorytmy. (...)”[1].

### Inżynier cyberbezpieczeństwa (ang.Cyber Security Engineer)
Raport ACM z 2020 dotyczący zawodu inżyniera cyberbezpieczeństwa stwierdza że „jest to obszar bardzo interdyscyplinarny – istnieje szerokie spektrum zadań od technicznych (takich jak kryptografia i obrona sieci) po stanowiska menagerskie (takie jak zgodność z polityką i przepisami). Od absolwentów tej specjalizacji powinno się wymagać zarówno umiejętności technicznych, jak i przedsiębiorczości, przede wszystkim menedżerskiej wiedzy na temat działań organizacyjnych niezbędnych do zapewnienia bezpieczeństwa na poziomie systemu. (...)”.

### Danolog (ang.Data Scientist)
W 2020 ACM opisał zawód danologa jako: „Danologia to nowy obszar informatyki, który jest ściśle powiązany z dziedzinami analityki danych i inżynierii danych. Danolodzy wydobywają wiedzę z danych, znajdą zasady, procesy i techniki rozumienia zjawisk poprzez (automatyczną) analizę danych. (...)”.

### Inżynier oprogramowania (ang.Software Engineer)
W 2005 ACM opisał zawód inżyniera oprogramowania jako: „Inżynierowie oprogramowania (ang. Software Engineers) zajmują się opracowywaniem i utrzymywaniem systemów oprogramowania niezawodnie i wydajnie, przystępnie cenowo w rozwoju i utrzymaniu oraz spełniając wszystkie wymagania, które klienci im postawili. (...)”. W raporcie zaznaczono, że na rynku pracy można się spotkać z różnymi znaczeniami tego terminu – w niektórych firmach może to być tytuł równoważny z programistą lub też kimś, kto zarządza dużym, złożonym i/lub krytycznym dla bezpieczeństwa projektem oprogramowania.

### Specjalista od systemów informacyjnych (ang.Information Systems Specialist)
W 2005 ACM opisał zawód specjalisty od systemów informacyjnych jako: „Specjaliści od systemów informacyjnych (ang. Information Systems Specialists) koncentrują się na integracji rozwiązań technologii informacyjnej i procesów biznesowych w celu zaspokojenia potrzeb informacyjnych przedsiębiorstw, umożliwiając im efektywną i wydajną realizację swoich celów. Ta specjalizacja z perspektywy technologii informacyjnej kładzie nacisk na informacje i postrzega technologię jako instrument do generowania, przetwarzania i rozpowszechniania informacji. Specjaliści z tej dyscypliny zajmują się przede wszystkim informacjami, które mogą dostarczyć systemy komputerowe, aby pomóc przedsiębiorstwu w zdefiniowaniu i osiągnięciu jego celów, a także procesami, które przedsiębiorstwo może wdrożyć lub ulepszyć za pomocą technologii informacyjnej. Muszą rozumieć zarówno czynniki techniczne, jak i organizacyjne, i muszą być w stanie pomóc organizacji określić, w jaki sposób procesy biznesowe oparte na informacjach i technologii mogą zapewnić przewagę konkurencyjną. (...)”.

## Edukacja
W 2017 roku w raporcie, opracowanym wspólnie przez towarzystwa ACM oraz Informatics Europe, zatytułowanym  „Informatics Education in Europe: Are We All in The Same Boat?” wydano zalecenia dla edukacji informatyki w Europie.